# Stol, Julijske Alpe
Stol, domačini mu pravijo tudi »Stu« (1673 m), je ozka in razpotegnjena gora v Breginjskem kotu na meji med Julijskimi Alpami ter predalpskim svetom.

## Dostopi
Do grebena stola sta speljani dve gozdni cesti od opuščenega mednarodnega mejnega prehoda Učja, ter iz vasi Sedlo.  
Njegov razgledni greben nudi možnosti za jadralno padalstvo, za dolge prelete in velika tekmovanja. Kot najvišje vzletišče v Posočju je Stol velikokrat edini nad inverzno plastjo ozračja, kar omogoča termično jadranje.
Kolesarji se nanj povzpnejo iz vasi Trnovo ob Soči in se po valovitem grebenu mimo planine Božca spustijo v Breginjski kot.
Pohodniki imajo več planinskih poti do vrha in sicer lahko pričnejo svoj vzpon iz vasi Potoki ali Starega sela, iz Breginja mimo Sv. Marjete (973 m) na Stol ali iz Breginja na Muzec (Musc) (1612 m). Na vrhu stoji bivak pod Muzcem (1550 m), pot se nadaljuje po grebenu do vrha Stola.

## Galerija
- Sončni zahod iz Stola
- Pogorje Stola, zadaj Kanin (2587 m)
- Pogled iz Dom na Matajure (Italija) na Stol
- Pogled iz vasi Brezje/Montemaggiore (Italija) na Stol
- Stol
- Stol
- Pogled iz Breškega Jalovca/Punta di Montemaggiore na Stol
- Pogled iz Ivanca/Monte Joanaza (Italija) na Stol
- Breginjski kot, zgoraj Stol